# Panamaische Basketballnationalmannschaft
Die panamaische Basketballnationalmannschaft der Herren vertritt Panama bei Basketball-Länderspielen. Sie gehört zu den besseren Nationalmannschaften Mittelamerikas und ist mehrfacher Medaillengewinner bei den Zentralamerikameisterschaften. Neben einer Teilnahme an den Olympischen Spielen 1968 reichte es zu vier Teilnahmen an der Endrunde der Basketball-Weltmeisterschaften. 
Die beste Platzierung bei einer globalen Endrunde war ein neunter Platz bei den Weltmeisterschaften 1970 und 1982. Obwohl qualifiziert, durfte die Nationalmannschaft nicht an der kontinentalen Endrunde Basketball-Amerikameisterschaft 2013 teilnehmen, da der tragende Verband vom Weltverband FIBA suspendiert wurde. In der Folge nahm Mexiko den Platz von Panama bei der Endrunde 2013 ein.

## Bekannte Spieler
| - Mario Butler (* 1957) - Rolando Frazer (* 1958) - Stuart A. Gray (* 1963) - Rubén Garcés (* 1973) - Ed Cota (* 1976) - Michael Hicks (* 1976) | - Rubén Douglas (1979–2024) - Jaime Lloreda (* 1980) - Chris Warren (* 1981) - Danilo Pinnock (* 1983) - Gary Forbes (* 1985) |

## Abschneiden bei internationalen Wettbewerben

### Weltmeisterschaften
| - 1959 bis 1967 – nicht qualifiziert - 1970 – 9. Platz - 1974 – nicht qualifiziert - 1978 – nicht qualifiziert - 1982 – 9. Platz | - 1986 – 19. Platz - 1990 – nicht qualifiziert - 1994 – nicht qualifiziert - 1998 – nicht qualifiziert - 2002 – nicht qualifiziert | - 2006 – 23. Platz - 2010 – nicht qualifiziert - 2014 – nicht qualifiziert - 2019 – nicht qualifiziert |

### Olympische Spiele
| - 1960 – nicht qualifiziert - 1964 – nicht qualifiziert - 1968 – 12. Platz - 1972 bis 2021 – nicht qualifiziert |

### Amerikameisterschaften
| - 1980 – nicht qualifiziert - 1984 – 4. Platz - 1988 – nicht qualifiziert - 1989 – 11. Platz - 1992 – 7. Platz | - 1993 – 8. Platz - 1995 – nicht qualifiziert - 1997 – nicht qualifiziert - 1999 – 9. Platz - 2001 – 6. Platz | - 2003 – nicht qualifiziert - 2005 – 5. Platz - 2007 – 9. Platz - 2009 – 8. Platz - 2011 – 8. Platz | - 2013 – nicht teilgenommen - 2015 – 7. Platz - 2017 – 12. Platz |

### Panamerikanische Spiele
| - 1951 – 6. Platz - 1955 – nicht qualifiziert - 1959 – nicht qualifiziert - 1963 – nicht qualifiziert - 1967 – . Platz | - 1971 – 6. Platz - 1975 – nicht qualifiziert - 1979 – 7. Platz - 1983 – nicht qualifiziert - 1987 – 6. Platz | - 1991 – nicht qualifiziert - 1995 – nicht qualifiziert - 1999 – nicht qualifiziert - 2003 – nicht qualifiziert - 2007 – 6. Platz | - 2011 – nicht qualifiziert - 2015 – nicht qualifiziert |

### Zentralamerikanische Meisterschaften
| - 1965 – 4. Platz - 1967 – . Platz - 1969 – . Platz - 1971 – nicht teilgenommen - 1973 – 4. Platz | - 1975 – nicht teilgenommen - 1977 – . Platz - 1981 – . Platz - 1985 – . Platz - 1987 – . Platz | - 1989 – . Platz - 1991 – 4. Platz - 1993 – . Platz - 1995 – 4. Platz - 1997 – nicht qualifiziert | - 1999 – 4. Platz - 2001 – . Platz - 2003 – nicht qualifiziert - 2004 – . Platz - 2006 – . Platz | - 2008 – 6. Platz - 2010 – . Platz - 2012 – 4. Platz - 2014 – 5. Platz - 2016 – 4. Platz |